# 風雲高手
《風雲高手》（英語：Go! Crazy Gangster），是一部於2016年上映的愛情運動電影。由王心凌、黃鴻升、藤岡靛、王樂妍、拐拐、小茉莉、乙樂、韓琳、金允喬、安晨芯、舒子晨、林珈安、黃甄妮領銜主演。台灣於2016年7月8日上映。

## 劇情簡介
故事描述籃球員阿風給人的印像就是「永遠的板凳王」，即使身在職業籃球隊，卻也是公認的廢材球員。
但沒想到竟然有人高薪聘請他前往北二女擔任籃隊教練！難道是天上掉下來的好運嗎？
原來這支球隊從來沒打贏過球賽。而當阿風帶著滿腔熱情來到北二中學後，卻發現這支球隊是比自己還糟糕的女子籃球隊，
更慘的是，他連拒絕的權利都沒有。進退兩難的阿風只好效法以前組織敢死隊的作法，
從一堆記過的學生中挑選出身懷好球技的球員，沒想到這才是惡夢的開始。

## 演員陣容
| 演員   | 角色名稱 | 介紹                                                    |
| 王心凌 | 廖小雲   | 黑道千金和北二高中英文老師。                            |
| 黃鴻升 | 任來風   | 廢材男教練，黑熊隊前隊員，背號為0號，右手臂有一個記號。 |
| 藤岡靛 | 曾率男   |                                                         |
| 王樂妍 | 狄慧桂   | 籃球隊長，背號3號                                       |

### 其他演員
| 演員     | 角色                                                           | 介紹                                                     |
| 馬如龍   | 曾大偉                                                         | 南一高中校董，曾率南的父親。                             |
| 廖峻     | 廖英俊                                                         | 廖小雲的父親，北二高中校董、天龍會會長。                 |
| 地球     | 西漢                                                           | 北二高新聞社社長兼北二高女籃隊後援會會長、任來風的助手。 |
| 小茉莉   | 羅美美                                                         | 籃球隊員，背號4號，夢想是進入演藝圈。                    |
| 乙樂     | 廖叮噹                                                         | 籃球隊員，背號7號。                                      |
| 許萌希   | 魏虹                                                           | 籃球隊員，背號8號。                                      |
| 韓琳     | 張天使                                                         | 張天師，背號10號。                                       |
| 林珈安   | 菊                                                             | 籃球隊員，背號13號。                                     |
| 舒子晨   | 竹                                                             | 籃球隊員，背號17號。                                     |
| 黃甄妮   | 桃                                                             | 籃球隊員，背號20號。                                     |
| 金允喬   | 梅                                                             | 籃球隊員，背號22號。                                     |
| 安晨芯   | 蘭                                                             | 籃球隊員，背號36號。                                     |
| 舞棍阿伯 | 西漢的大伯、二伯、三伯、四伯、五伯、六伯、七伯、八伯（八仙）。 |                                                          |

### 客串演出
| 演員   | 角色名稱 | 介紹           |
| 小潘潘 | 狄母     | 狄慧桂的母親。 |
| 白雲   | 熊教練   | 黑熊隊之教練。 |
| 徐展元 | 徐展元   | 主播           |

## 電影歌曲
| 曲別   | 歌名       | 演唱者 | 作詞         | 作曲   |
| 主題曲 | We Can Try | 乙樂   | 曾禎、蔡佳儒 | 蔡佳儒 |

## 工作人員
- 製作人：曾禎
- 導演：張清峰
- 編劇：陳能明
- 製作公司：瑞陞傳播有限公司、星映電影有限公司

## 拍攝場景
- 佛光大學懷恩館
- 寶島時代村

## 票房
台灣票房約 2,300,000 新台幣

## 外部連結
- 風雲高手的Facebook專頁
- AllMovie上《風雲高手》的资料（英文）
- Yahoo奇摩電影上《風雲高手》的資料（繁體中文）
- 開眼電影網上《風雲高手》的資料（繁體中文）
- 香港影庫上《風雲高手》的資料（繁體中文）
- 豆瓣电影上《風雲高手》的資料 （简体中文）
- 互联网电影数据库（IMDb）上《風雲高手》的资料（英文）

| 頻道       | 播出日期   | 播出時間 | 收視率 | 備註       |
| ---------- | ---------- | -------- | ------ | ---------- |
| 衛視電影台 | 2017/02/01 | 21：00   | ？     | 全台大首播 |
| 衛視電影台 | 2017/2/12  | 21:00    | ?      | 全台大首播 |